# ایستگاه آزادوار
ایستگاه آزادور، روستایی است از توابع بخش هلالی و در شهرستان جغتای استان خراسان رضوی ایران.

## خط راه‌آهن
- خط راه‌آهن تهران-مشهد

## جمعیت
این روستا در دهستان پایین جوین قرار داشته و بر اساس سرشماری سال ۱۳۸۵ جمعیت آن ۱٬۰۰۴ نفر (۲۵۲ خانوار)
بوده است.